# Citronella mucronata
Citronella mucronata là một loài thực vật có hoa trong họ Cardiopteridaceae. Loài này được (Ruiz & Pav.) D.Don mô tả khoa học đầu tiên năm 1832.

## Hình ảnh

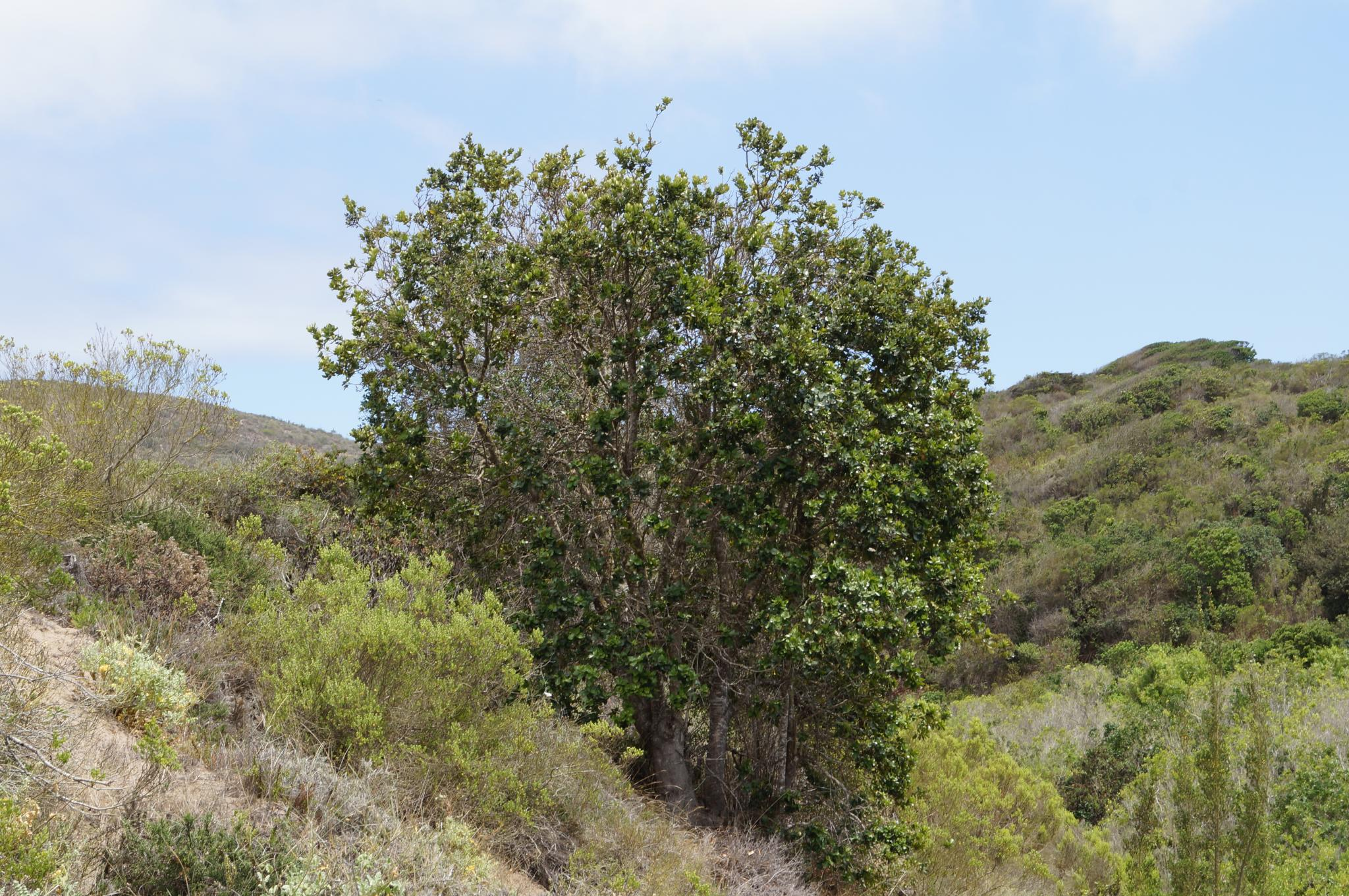
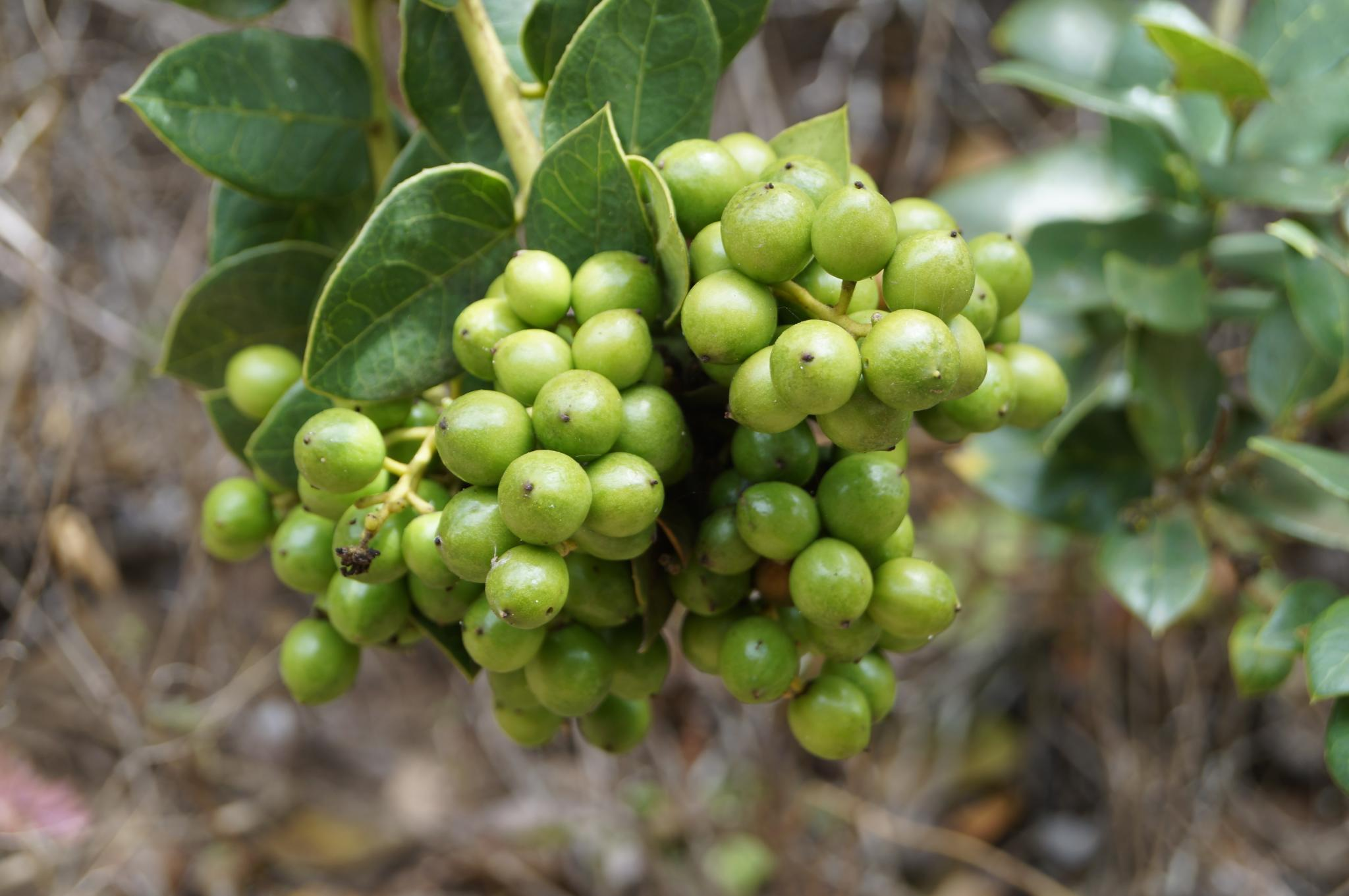